# 景福 (遼)
景福（けいふく）は、遼の興宗耶律只骨の治世に使用された元号。1031年。
- 元年：大蔵経を刊行

## 西暦との対照表
| 景福 | 元年   |
| 西暦 | 1031年 |
| 干支 | 辛未   |